# Amira Willighagen
Amira Willighagen (Nimega, 27 de marzo de 2004) es una cantante neerlandesa, famosa por interpretar ópera y otros géneros musicales clásicos a la edad de nueve años, sin haber recibido clases musicales anteriormente.

## Carrera
En octubre de 2013, Willighagen participó en el concurso de talentos Holland's Got Talent, y destacó con su interpretación del aria O mio babbino caro. El 28 de diciembre de 2013, ganó la final del programa.
En febrero de 2014, Amira Willighagen grabó su primer álbum, titulado Amira. El álbum contiene diez canciones, incluyendo las canciones que ella realizó durante el concurso de talentos Holland's Got Talent. El álbum fue lanzado en los Países Bajos el 28 de marzo, y alcanzó en tan solo dos semanas el estatus de disco de oro (10 000 copias vendidas o descargadas).
La primera actuación internacional de Willighagen tuvo lugar en Sudáfrica durante los conciertos Starlight Classics, el 28 de febrero y el 1 de marzo de 2014. El 30 de abril, Amira actuó en Las Vegas, como parte del premio que obtuvo al ganar Holland's Got Talent.
Con la mitad de los ingresos obtenidos por sus actuaciones y con las ventas de su álbum, Willighagen apoya su obra benéfica para construir parques infantiles a los niños pobres. En marzo de 2014, abrió su primer parque infantil en Ikageng, un pueblo cerca de Potchefstroom, en Sudáfrica,  país de donde su madre bóer es originaria.
Además de cantar, le gustan el atletismo, los animales y escribir.